# 預測
預測，是研究和預估未來將會發生的事件及結果。預測類似預言、預知、占卜，但前者可能是可供检测的科學方法，後者则常常无法证伪。